# Epi (football)
 (décembre 2014).
Si vous disposez d'ouvrages ou d'articles de référence ou si vous connaissez des sites web de qualité traitant du thème abordé ici, merci de compléter l'article en donnant les références utiles à sa vérifiabilité et en les liant à la section « Notes et références ».
Pour les articles homonymes, voir EPI.
Epifanio Fernández Berridi, plus connu comme Epi, né le 23 avril 1919 à Saint-Sébastien (Pays basque, Espagne) et mort le 12 juin 1977 dans la même ville, est un footballeur international espagnol qui jouait au poste d'ailier droit avec Valence CF et la Real Sociedad.

## Biographie
Epi forme avec Amadeo, Mundo, Vicente Asensi et Gorostiza une ligne d'attaque électrique qui fait de Valence une équipe gagnante et parmi les plus fortes dans les années 1940.
Epi joue dans les rangs de Valence entre 1940 et 1949 avec qui il remporte trois fois le championnat d'Espagne (1942, 1944 et 1947) et deux Coupes d'Espagne (1941 et 1949). 
En 1949, il est recruté par la Real Sociedad où il met un terme à sa carrière en 1955.
Epi joue un total de 334 matchs en première division (15 saisons entre 1940 et 1955) et marque 124 buts, ce qui le situe parmi les 50 meilleurs buteurs de l'histoire du championnat d'Espagne.

### Équipe nationale
Epi joue 15 matchs avec l'équipe d'Espagne. Il débute le 12 janvier 1941 face au Portugal.

## Palmarès
Avec Valence CF :
- Championnat d'Espagne : 1942, 1944 et 1947
- Coupe d'Espagne : 1941 et 1949